# Lille Langebro

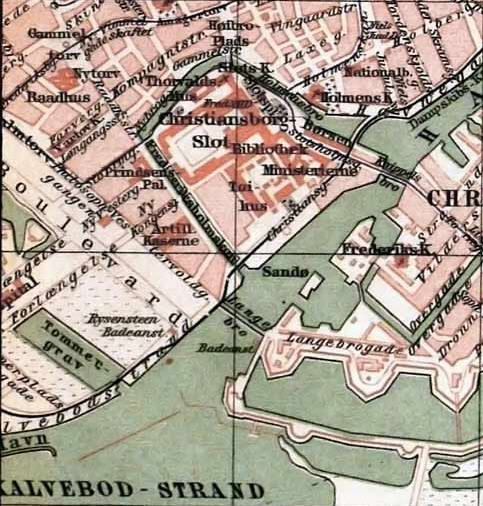
Lage der alten Langebro auf einer Karte von 1888

Die Lille Langebro ist eine Fahrrad- und Fußgängerbrücke über den Inneren Hafen Kopenhagens nördlich der Langebro. Die Brücke ist 175 m lang und besteht aus vier Teilen. Die beiden mittleren Brückenteile können zur Seite gedreht werden, um die Durchfahrt großer Schiffe zu ermöglichen. Aus architektonischer Sicht ist die geschwungene Form der Brücke hervorzuheben. Es existieren keine gerade Linien in der Brückenform.
Die Brücke beginnt bei der Vester Voldgade und endet an der Langebrogade in Christianshavn. Die Brücke liegt am selben Ort wie die ursprüngliche Langebro von 1690 bis 1903.
Die Fertigstellung war für Herbst 2018 geplant, doch ein Unfall beim Verladen der Brückenteile in den Niederlanden verzögerte den Bau. Die Brücke wurde am 1. Juli 2019 für den Fahrrad- und Fußgängerverkehr freigegeben.  Am 14. August 2019 fand dann noch eine feierliche Eröffnungsveranstaltung statt.
Der Name der Brücke wurde durch einen offenen Wettbewerb bestimmt.
Die Brücke ist neben Inderhavnsbroen und Bryggebroen die dritte reine Fahrrad-/Fußgängerbrücke über den Kopenhagener Hafen.